# 自动机器学习
自動化機器學習(英語：Automated machine learning，AutoML)是將機器學習應用於現實世界問題的任務自動化的過程。自动机器学习可能包括從原始數據集開始到構建準備部署的機器學習模型的每個階段。它簡化了機器學習的應用，因為它從數據加載、建模和模型自動簡化整個機器學習過程。它可以運行多個模型，並根據最低的均值殘差、均方根誤差（rmse）、均方誤差（mse）、均值絕對誤差 (mae)、均方根對數誤差 (rmsle)自動選擇最好的模型。自动机器学习被提議作為一種基於人工智能的解決方案，以應對應用機器學習日益嚴峻的挑戰。自动机器学习的高度自動化旨在允許非專家使用機器學習模型和技術，而無需他們成為機器學習專家。自動化端到端應用機器學習的過程還提供了產生更簡單的解決方案、更快地創建這些解決方案以及通常優於手工設計模型的模型的優勢。自动机器学习中使用的常用技術包括超參數優化、元學習和神經架構搜索。